# Taliza
Taliza (russisch Талица) ist eine Stadt in der Oblast Swerdlowsk (Russland) mit 16.225 Einwohnern (Stand 14. Oktober 2010).

## Geografie
Die Stadt liegt im Westen des Westsibirischen Tieflandes, etwa 220 km östlich der Oblasthauptstadt Jekaterinburg am rechten Ufer der Pyschma, eines rechten Nebenflusses der Tura im Flusssystem des Ob.
Taliza ist Verwaltungszentrum des gleichnamigen Stadtkreises.
Taliza liegt 5 km südlich der 1885 eröffneten Eisenbahnstrecke Jekaterinburg – Tjumen (die mit der Weiterführung von Tjumen nach Omsk 1913 zu einem Teilstück der nördlichen Route der Transsibirischen Eisenbahn wurde). Die Station Taliza befindet sich bei der Siedlung Troizki, Streckenkilometer 2028 ab Moskau.

## Geschichte
Taliza entstand 1732 als Siedlung bei einer Wodkabrennerei und wurde daher zunächst Sawod Taliza („Werk Taliza“) genannt. Später wurde der Sibirischen Trakt vorbeigeführt. 1942 erhielt der Ort das Stadtrecht.

### Bevölkerungsentwicklung
| Jahr | Einwohner |
| ---- | --------- |
| 1939 | 11.561    |
| 1959 | 17.248    |
| 1970 | 18.335    |
| 1979 | 18.222    |
| 1989 | 19.888    |
| 2002 | 18.860    |
| 2010 | 16.225    |

Anmerkung: Volkszählungsdaten

## Kultur und Sehenswürdigkeiten
In Taliza gibt es einen dendrologischen Park, das Arboretum der technischen Forstschule von Taliza.
Nahe der Stadt liegt der gleichnamige balneologische Kurort, in welchen mit dem hier zutage tretendem, 26 °C warmen Iod-Brom-Heilwasser sowie Sapropelschlämmen aus dem nahen See Majan u. a. Erkrankungen der Verdauungswege behandelt werden.
In der Siedlung Troizki existiert ein Heimatmuseum.

## Wirtschaft
In Taliza gibt es eine biochemische Fabrik sowie Betriebe der Holz- und Lebensmittelindustrie.

## Persönlichkeiten
- Boris Jelzin (1931–2007), Politiker und erster Präsident Russlands (geboren in Butka, Rajon Taliza)
- Nikolai Kusnezow (1911–1944), Spion, Partisan und Held der Sowjetunion (geboren in Syrjanka, unweit von Taliza)
- Sergei Nikolski (1905–2012), Mathematiker (geboren in Taliza)